# Emmanuel Mbola
Emmanuel Mbola (Kabwe, 10 mei 1993) is een Zambiaans voetballer die doorgaans speelt als linksback. In maart 2021 tekende hij voor Nkana. Mbola maakte in 2008 zijn debuut in het Zambiaans voetbalelftal.

## Carrière
Mbola begon zijn carrière als professioneel voetballer bij Mining Rangers, waar hij ook zijn jeugdopleiding doorlopen had. In januari 2009 kwam hij, na een periode bij Zanaco in beeld bij het Armeense Pjoenik Jerevan, dat hem dan ook overnam. Daar werd hij de eerste Zambiaanse voetballer ooit in een duel in de UEFA Champions League, het toernooi waarin Mbola op 14 juli 2009 meespeelde tegen Dinamo Zagreb (0–0). In februari 2010 was hij in beeld bij Tottenham Hotspur en een half jaar later kwam hij op proef bij Arsenal. Tot een overgang naar een van de Londense clubs kwam het niet. In plaats daarvan keerde hij terug naar Afrika en ging hij spelen voor het Congolese TP Mazembe. In de winterstop van het seizoen 2011/12 werd de linksback voor de duur van anderhalf seizoen verhuurd aan FC Porto. In de zomer van 2013 trok het Israëlische Hapoel Ra'anana hem aan. Mbola stapte in januari 2019 over naar een andere Israëlische club, namelijk naar Ihoud Bnei Sachnin. Deze club verliet hij na een half seizoen, waarop hij bijna twee jaar zonder club zat. In maart 2021 haalde Nkana hem terug naar Zambia.